# Carl Göring
Carl Theodor Göring (* 28. April 1841 in Brüheim; † 2. April 1879 in Eisenach) war ein deutscher Philosoph und Schachmeister.

## Leben
Göring war der einzige Sohn eines reichen Gutsbesitzers. Nach seinem Schulabschluss in Eisenach im Jahr 1859 studierte er Philologie in Jena und drei Semester lang in Berlin. Im Juni 1863 promovierte er in Jena. Obwohl er aufgrund seines ererbten Wohlstandes ein materiell sorgenfreies Leben als Privatgelehrter führen konnte, arbeitete er zeitweilig als Gymnasiallehrer in Berlin, Bonn und Gotha. Im Frühjahr 1872 siedelte er sich in Leipzig an, wo er ab 1877 zum außerordentlichen Universitätsprofessor für Philosophie berufen wurde. Als Philosoph galt er als Vertreter des kritischen Empirismus und Positivismus.
Der Akademisch-Philosophische Verein zu Leipzig ernannte Göring in seiner Sitzung vom 14. Februar 1876 zum Ehrenmitglied.
Im Jahr 1872 erkrankte er an einem Rheuma, das sich über viele Jahre hinzog und welches in seinem Nekrolog als ursächlich für die Depressionen und den Verfolgungswahn bezeichnet wurde, in die er in den folgenden Jahren verfiel. Er starb während eines Ferienaufenthaltes bei seinen Eltern durch Suizid.

## Schach
Bedeutung erlangte Göring gleichfalls als starker deutscher Schachmeister, der sich in den 1870er Jahren erfolgreich an Turnieren betätigte: 4. Platz in Krefeld 1871, 3. Platz in Leipzig 1871, 3. Platz in Altona 1872, 2. Platz in Leipzig 1876. Beim Turnier in Leipzig 1877 (Göring wurde Fünfter) gelang ihm ein Sieg gegen Adolf Anderssen. Göring war einer der Initiatoren zur Gründung des Deutschen Schachbundes und eines seiner Gründungsmitglieder 1877 in Leipzig.
Er war ab 1870 einer der stärksten Spieler der Leipziger Schachgesellschaft Augustea und zeitweise deren Vizepräsident. Seine beste historische Elo-Zahl war 2534. Diese erreichte er im Juli 1878. Zeitweilig lag er auf Platz 12 der Weltrangliste.
Nach ihm ist das Göring-Gambit in der Schottischen Partie benannt: 1. e2–e4 e7–e5 2. Sg1–f3 Sb8–c6 3. d2–d4 e5xd4 4.c2–c3.

## Werke
- Über den Begriff der Ursache in der Griechischen Philosophie, Leipzig 1874
- System der kritischen Philosophie, 2 Bde., Leipzig 1874–1875
- Über die menschliche Freiheit und Zurechnungsfähigkeit: eine kritische Untersuchung, Leipzig 1876